# Domingo Badía y Leblich

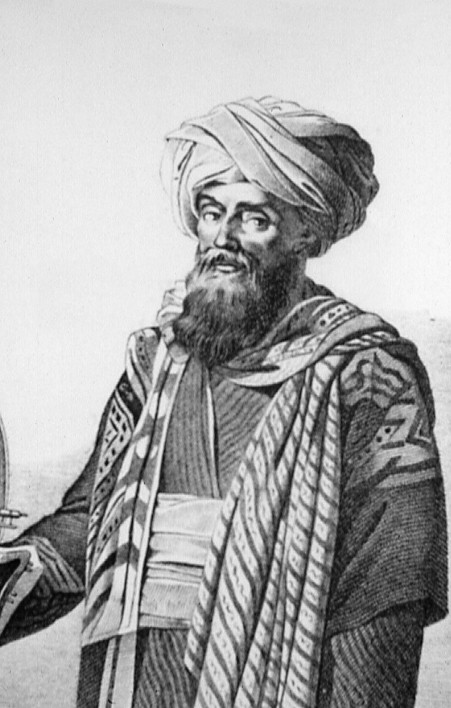
Domingo Badía y Leblich alias Ali Bey

Domingo Badía y Leblich (Lablich), auch Ali Bey al-Abbasi (* 1. April 1767 in Barcelona; † 30. August 1818 in Damaskus, Syrien) war ein spanischer Forschungsreisender, Politiker und Islam-Konvertit.

## Leben
Früh beschäftigte er sich mit Mathematik, Geographie, Astronomie, Physik, Naturgeschichte, Musik und vorzüglich mit dem Studium des Arabischen. Im Staatsdienst angestellt, gab er 1797 diese Laufbahn auf, um der Regierung Godoy in Madrid politische Handelsreisen in den Orient vorzuschlagen. 1801 erhielt er die gewünschte Unterstützung und trat 1802 mit geheimen Aufträgen der spanischen Regierung eine wissenschaftliche Reise ins Innere des nordwestlichen Afrika an, das er 1803 erstmals betrat.

### Ali Bey
Da er diese Reise als Muslim machen wollte, hatte er mit eigner Hand die Beschneidung an sich vollzogen. In Tanger unter dem Namen Ali ibn Osman Bey bzw. Ali Bey al-Abbasi und als Verwandter des Propheten (er hatte sich selbst seine genealogischen Urkunden erstellt und mit allen nötigen Siegeln und Unterschriften versehen) gelandet, begab er sich nach Marokko, wurde von den Bewohnern überall mit ungewöhnlicher Achtung aufgenommen und vom Sultan Mulai Sulaiman selbst als Freund und Bruder behandelt. Allein diese Aufnahme war die Veranlassung, dass der entworfene Plan, den Sultan von Fès zu stürzen, nicht zur Ausführung kam. Spaniens König Karl IV. scheute sich, das Vertrauen zu verraten, und befahl nach zwei Jahren den Abzug seines inzwischen weitgehend orientalisierten Gesandten aus Marokko.
Dieser unternahm nun eine Pilgerfahrt nach Mekka und durchzog die Berberei. Eine Revolte in Algier zwang ihn, per Schiff nach Alexandria und Kairo weiterzureisen, wo er sich 1806 der Pilgerkarawane nach Mekka anschloss. Er war der erste Europäer bzw. Christ, der 1807 versteckt die heiligen Stätten besuchte und deren Eroberung durch die Wahhabiten miterlebte. Von dort aus reiste er über Jerusalem, Damaskus, Aleppo nach Konstantinopel und Griechenland weiter, überall mit enthusiastischem Zuruf empfangen; er besuchte die heiligsten Orte und nahm an allen Feierlichkeiten teil.

### Afrancesado
Als Christ angeklagt, verließ er das Osmanische Reich, kehrte über Wien und München nach Spanien zurück und unterstellte sich auf König Karls Befehl 1808 in Bayonne Kaiser Napoleon I. Dieser gab ihn in die Dienste König Joseph Bonapartes und etwas später wurde Badía zum Intendanten von Segovia bzw. 1812 zum Präfekten von Córdoba ernannt. Zuletzt war er Präfekt der Provinz Valencia, wohin sich Joseph nach der Flucht aus Madrid zurückgezogen hatte. Nach dem Sturz Josephs und Napoleons (1814) wanderte er nach Frankreich aus, wo er seine Reisebeschreibung als Voyage d’Ali Bei en Afrique et en Asie (Paris 1814) herausgab.

### Tod
Zu einer Reise nach Indien bestimmt, erhielt er 1818 den Grad eines Maréchal de camp und reiste unter dem Namen Ali (ibn) Osman von Paris nach Damaskus. Inzwischen tatsächlich konvertiert, schloss er sich in Syrien einer Pilgerkarawane an, erlag aber bald darauf bei Meserib einer Dysenterie. Es gab auch Gerüchte, Badía y Leblich sei vergiftet worden, da man ihn für einen französischen Spion hielt. Angeblich soll ihm eine muslimische Bestattung wegen einer Kreuz-Tätowierung auf seiner Brust verweigert worden sein.

## Werke
- Domingo Badía y Leblich: Viajes de Ali Bey el Abbassi (Don Domingo Badía y Leblich) por África y Asia durante los años 1803, 1804, 1805, 1806 y 1807. Librería de Mallen y Sobrinos, Valencia 1836.